# Hippopotamus gorgops
Espèce
Hippopotamus gorgops (du grec : « cheval de rivière à tête féroce ») est une espèce éteinte d'hippopotames.
L'espèce est apparue en Afrique à la fin du Miocène et a migré probablement vers l'Europe au début du Pliocène où ses premiers fossiles furent retrouvés.

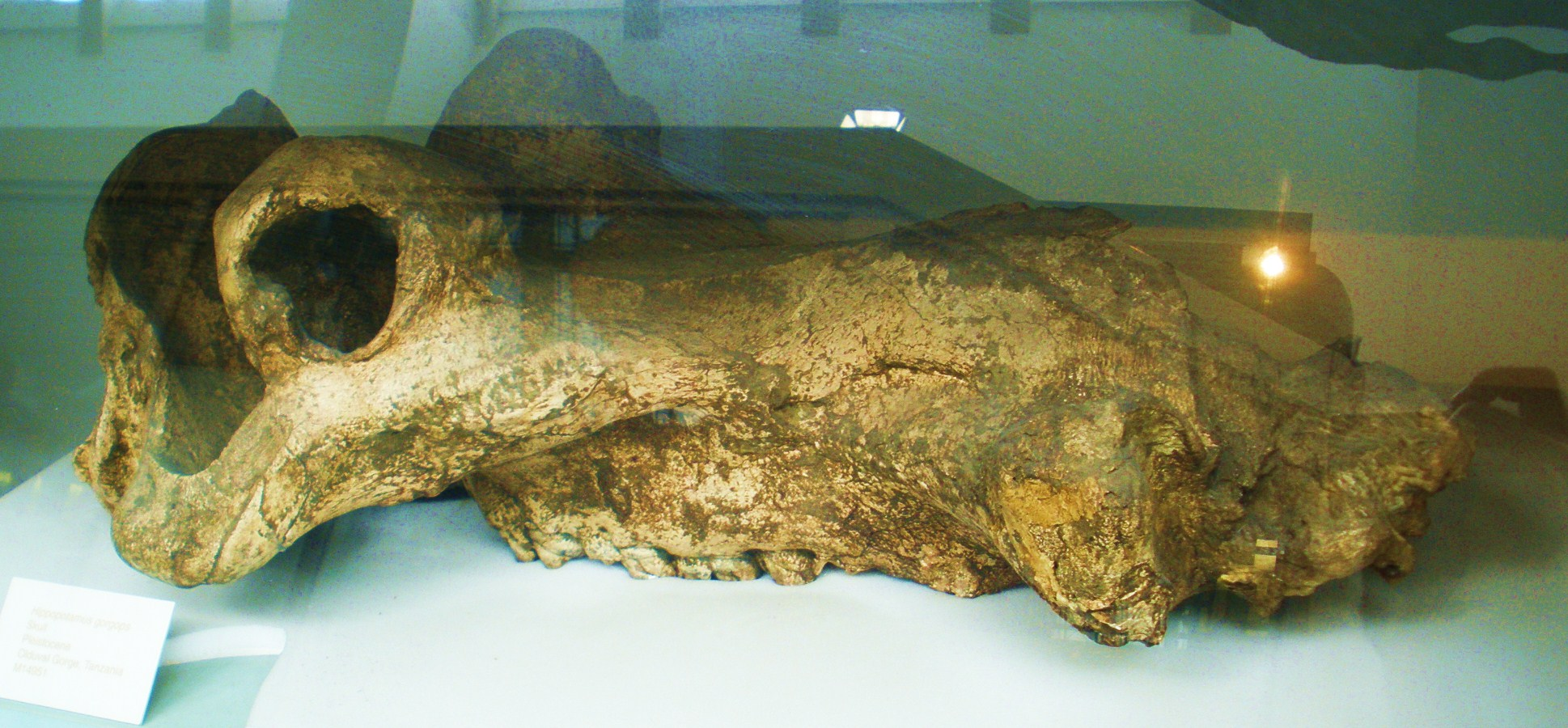
Crâne.

D'une taille d'environ 2 m au garrot d'une longueur de 4,5 m et une masse pouvant aller jusqu'à 5 000 kg, certains individu exceptionnel aurait même pu atteindre 5 500 kg, l'Hippopotame gorgops était plus imposant que son survivant actuel, l'Hippopotame amphibie.

## Systématique
L'espèce Hippopotamus gorgops a été décrite en 1928 par le paléontologue et botaniste allemand Wilhelm Otto Dietrich (1881-1964).

## Description physique
Hippopotamus gorgops se distingue de l'hippopotame moderne par sa taille plus imposante et sa structure crânienne particulière. Cette espèce préhistorique pouvait atteindre une longueur de 5 m et une hauteur au garrot de 2 m, ce qui en faisait l'un des plus grands hippopotames ayant existé.

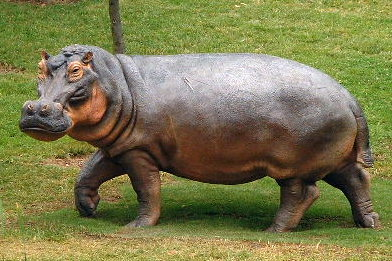
reconstitution de hippopotamus gorgops

Une des caractéristiques distinctives de H. gorgops est la position de ses orbites oculaires, situées plus haut sur le crâne que chez les hippopotames actuels, lui offrant une vision optimale lorsqu'il était submergé.
Les canines de H. gorgops étaient également beaucoup plus longues que celles de l'hippopotame commun, pouvant atteindre une longueur de 50 cm à 60 cm, ce qui suggère une force de morsure importante et une capacité à se défendre efficacement contre les prédateurs de son époque.

## Publication originale
- (de) Wilhelm Otto Dietrich, « Pleistocäne deutschostafrikanische Hippopotamus-Reste », Wissenschaftliche Ergebnisse der Oldoway-Expedition 1913, vol. 3,‎ 1928, p. 3-41.